# Зайнулин, Сергей Александрович
Серге́й Алекса́ндрович Зайну́лин (укр. Сергій Олександрович Зайнулін; 5 октября 1974) — украинский и российский футболист, защитник и полузащитник.

## Карьера
Воспитанник донецкого интерната, первым тренером был Виталий Старухин. В 1992 году провёл 17 матчей за «Авангард» из города Ровеньки в чемпионате ААФУ.
В 1993 году сыграл 13 встреч и забил 1 гол в составе мукачевских «Карпат». В 1994 году пополнил ряды «Ведрича», в составе которого провёл 9 матчей в Высшей лиге Белоруссии.
В августе 1994 года сыграл 3 встречи в первенстве и 1 поединок в Кубке Украины за «Шахтёр-2», после чего пополнил ряды клуба «Авангард-Индустрия», в котором ранее выступал на любительском уровне. В составе «Авангарда» был до 1995 года, проведя за это время 32 матча и забив 3 мяча в первенстве, и ещё сыграв 2 встречи и забив 1 гол в Кубке.
В 1997 году защищал цвета «Кремня», провёл 18 матчей в первенстве и 1 игру в Кубке Украины. В 1998 году сначала принял участие в 5 поединках за любительскую команду «Шахта» из Украинска, а затем пополнил ряды ахтырского «Нефтяника», за который играл до 1999 года, проведя за это время 16 встреч в первенстве и 2 матча в Кубке. В сентябре 1999 года сыграл по 1 поединку в первенстве и Кубке Украины за роменский «Электрон».
Сезон 2000 года провёл в «Кубани», в составе которой принял участие в 13 матчах первенства и в 1 встрече Кубка России. В 2003 году выступал за «Локомотив-НН», сыграл 10 матчей.
31 июля 2004 года провёл 1 встречу в составе сумского клуба «Спартак-Горобына». 10 сентября 2005 сыграл в 1 матче за красноперекопский «Химик». Сезон 2006 года провёл в клубе «Кузбасс-Динамо», принял участие в 16 поединках команды.